# Reloj de flores (Guatemala)
El Reloj de Flores es una máquina del tiempo jardinizado que se localiza al inicio del aeropuerto Internacional La Aurora en el entronque del bulevar Liberación y la 6.ª avenida de la zona 9 de la ciudad de Guatemala (14°35′45.76″N 90°31′18.3″O / 14.5960444, -90.521750).  Posee una maquinaria francesa Lamy & Lacroix originaria del siglo XIX.  Fue inaugurado en el año 1965 por el entonces alcalde Francisco Montenegro Sierra y su mantenimiento está a cargo de la Municipalidad de Guatemala y descripto en ese momento por la prensa local como “un jardín que da la hora” y “una obra maestra de la relojería moderna”.
Mediante flores de diversos colores se dibuja la carátula de un reloj y, sobre ella, se mueven tres agujas marcando las horas, minutos y segundos. Se trata de un espacio verde muy llamativo que atrae al turismo de la ciudad y está bordeado por una fuente que tiene el detalle adicional de que no solamente pueden verlo durante el día quienes por allí circulen a pie o en automóvil sino que además es visible para los viajeros  de los aviones que aterrizan el Aeropuerto Internacional La Aurora. En las cercanías del Reloj existen restos de lo que fue el Acueducto aéreo construido durante el dominio español, que atravesaba la ciudad de Guatemala para llevar agua a sus pobladores.